# میر جعفر
میر سید جعفرعلی خان بهادر (حدود ۱۶۹۱–۵ فوریه ۱۷۶۵) فرمانده نظامی بود که به عنوان اولین نواب دست نشانده بنگال از کمپانی هند شرقی بریتانیا حکومت کرد. حکومت او توسط بسیاری از مورخان به عنوان آغازی برای گسترش کنترل بریتانیا بر شبه قاره هند در تاریخ هند و گامی کلیدی در تسلط نهایی بریتانیا بر مناطق وسیعی از هند شده‌است.
میر جعفر به عنوان فرمانده ارتش بنگال تحت فرماندهی سراج الدوله خدمت می‌کرد، در جریان نبرد پلاسی خیانت کرد و پس از پیروزی بریتانیا در سال ۱۷۵۷ به مسند حاکم صعود کرد. میر جعفر تا سال ۱۷۶۰ از شرکت هند شرقی پشتیبانی نظامی دریافت می‌کرد تا اینکه نتوانست خواسته‌های مختلف بریتانیا را برآورده کند و در سال ۱۷۵۸، رابرت کلایو متوجه شد که جعفر از طریق عامل خود خوجا واجید، با شرکت هند شرقی هلند در چینسوره قرارداد بسته‌است. کشتی‌های هلندی این خط نیز در رودخانه هوگلی دیده شدند. اختلاف جعفر با انگلیسی‌ها در نهایت به جنگ چینسوره انجامید. «هنری وانسیتارت» از مقامات شرکت انگلیسی پیشنهاد کرد که چون جعفر قادر به کنار آمدن با مشکلات نیست، میرقاسم، داماد جعفر، به عنوان معاون صبحدار عمل کند. در اکتبر ۱۷۶۰، شرکت او را مجبور به کناره‌گیری به نفع قاسم کرد. با این حال، شرکت هند شرقی در نهایت به دلیل اختلاف بر سر سیاست‌های تجاری، قاسم را نیز سرنگون کرد. جعفر در سال ۱۷۶۳ با حمایت این شرکت به عنوان نواب بازسازی شد. میرقاسم اما از پذیرش این امر خودداری کرد و به جنگ شرکت پرداخت. جعفر تا زمان مرگش در ۵ فوریه ۱۷۶۵ حکومت کرد و در گورستان جعفرگنج در مرشدآباد، بنگال غربی به خاک سپرده شد.
میر جعفر به دلیل نقشی که در کمک به استعمار بریتانیا در هندوستان داشت و در نهایت سقوط امپراتوری مغول، در شبه قاره هند به عنوان یک خائن به ویژه در بین بنگالی‌ها در هند و بنگلادش منفور است. اگرچه برخی از مورخان سعی کرده‌اند نام او را احیا کنند، اما در میان مردم منطقه به ویژه پاکستان، هند و بنگلادش نام او با کلمه خیانت مترادف است.
میرجعفر و میرصادق در شبه قاره هند بعنوان دو خیانت کننده مشهور هستند تا جایی که علامه اقبال لاهوری شعر زیر را در مورد آنها گفته است:
جعفر از بنگال و صادق از دکن
ننگ آدم ننگ دین ننگ وطن

## جستارهای وابسته

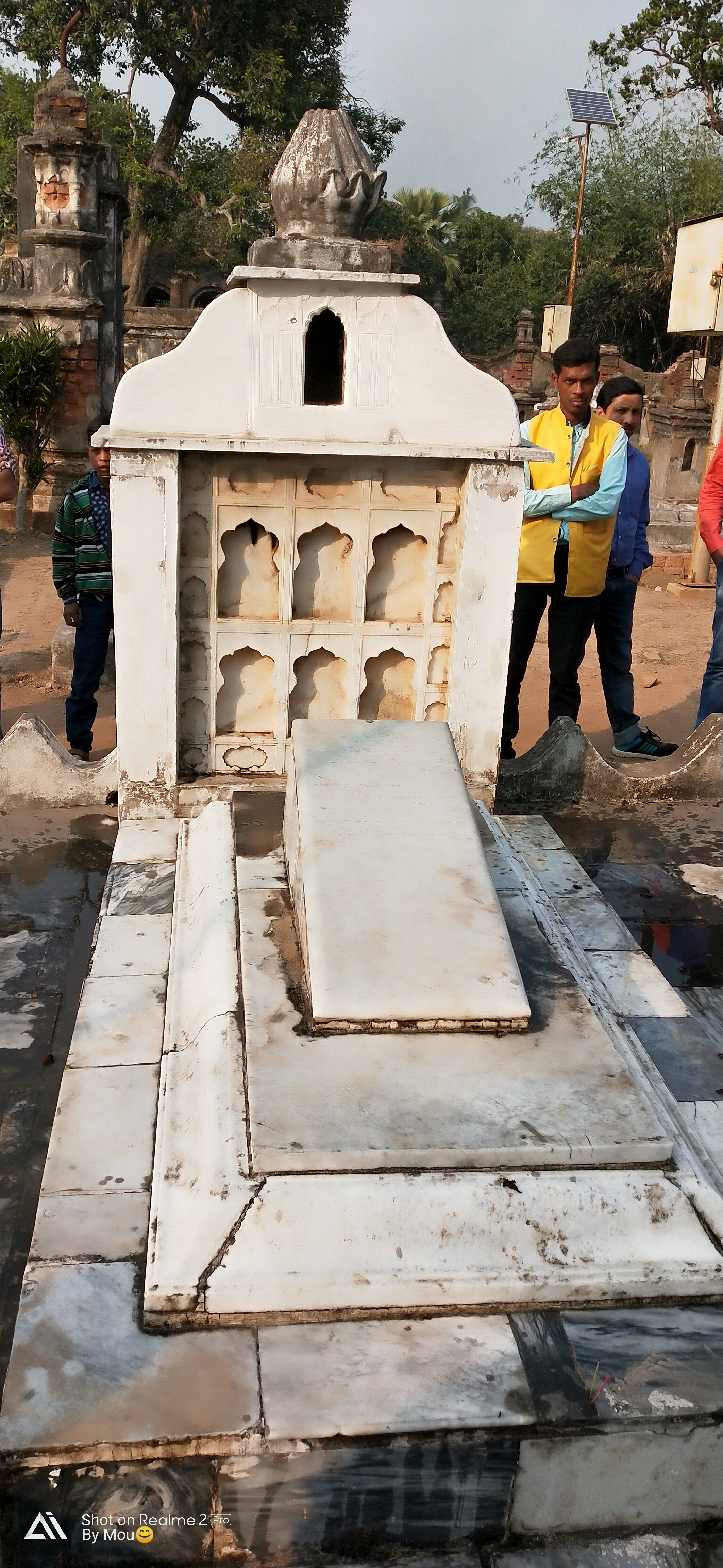
قبر میر جعفر در مرشد آباد